# Filip Świtała
Filip Świtała (ur. 8 listopada 1971) – polski prawnik i urzędnik, w latach 2018–2019 podsekretarz stanu w Ministerstwie Finansów.

## Życiorys
Ukończył studia na Wydziale Prawa i Administracji Uniwersytetu Warszawskiego. Specjalizował się w zakresie podatków bezpośrednich i międzynarodowych. Współautor komentarza do ustawy o CIT, autor komentarzy do wyroków Trybunału Sprawiedliwości oraz publikacji o tematyce podatkowej.
Od 1996 do 2010 zatrudniony w firmach konsultingowych i prawniczych. W latach 2010–2014 pracował w Komisji Europejskiej, zajmując się m.in. podatkami dochodowymi i majątkowymi oraz zaleceniami dla Polski w ramach koordynacji polityki makroekonomicznej. W latach 2015–2016 prowadził przedsiębiorstwo zajmujące się doradztwem podatkowym. W lutym 2017 został dyrektorem Departamentu Systemu Podatkowego w Ministerstwie Finansów, był również członkiem Komisji Kodyfikacyjnej Ogólnego Prawa Podatkowego.
24 września 2018 powołany przez premiera Mateusza Morawieckiego na stanowisko podsekretarza stanu w Ministerstwie Finansów. 19 czerwca 2019 odwołany ze stanowiska.